# Paradombeya sinensis
Paradombeya sinensis là một loài thực vật có hoa trong họ Cẩm quỳ. Loài này được Dunn mô tả khoa học đầu tiên năm 1902.